# Мощалков, Павел Иванович
Павел Иванович Мощалков (9 января 1903 года, Красноярск, Енисейская губерния, Российская империя — 2 марта 1978 года, Москва, СССР) — советский военачальник, полковник (1943), единственный в СССР был награждён тремя орденами Суворова II степени, не имея генеральского звания.

## Биография
Родился 9 января 1903 года в городе Красноярске.

### Революция и Гражданская война
До службы в армии работал на чугунно-литейном заводе в Красноярске.
В Гражданскую войну 10 августа 1920 года добровольно вступил в формировавшийся 1-й Енисейский коммунистический полк и в его составе участвовал в отрядах продразверстки и в ликвидации банд под Красноярском.
В ноябре 1921 года направлен на 6-е Сибирские пехотные курсы в город Иркутск, затем был переведен в Омскую артиллерийскую школу, а оттуда — на 21-е Сибирские пехотные курсы в город Семипалатинск.

### Межвоенное время
После расформирования последних в конце октября 1922 года направлен в 25-ю Томскую пехотную школу (в мае 1925 г. переведена в г. Омск). В августе 1925 года окончил её и назначен командиром взвода в 103-й Сибирский стрелковый полк 35-й стрелковой дивизии в город Иркутск. С ноября 1926 года командовал взводом в 8-м территориальном резервном полку в города Нижнеудинск. В мае 1929 года назначен в 104-й Петропавловский стрелковый полк этой же 35-й стрелковой дивизии в Иркутске, где проходил службу командиром взвода полковой школы, командиром пулеметной роты, помощником командира батальона, начальником полковой школы, начальником штаба и врид командира учебного батальона, помощником начальника штаба полка. В период с 17 ноября по 22 декабря 1929 года в составе 35-я стрелковой дивизии принимал участие в боевых действиях на Китайско-Восточной железной дороге.
В сентябре 1937 года капитан Мощалков зачислен слушателем в Военную академию РККА им. М. В. Фрунзе. В сентябре 1939 года с 3-го курса убыл на стажировку в 70-ю стрелковую дивизию (по должности начальника оперативного отделения). В ходе Советско-финляндской войны 1939—1940 гг. дивизия отличилась в боях на выборгском направлении. Её части преодолели Выборгский залив по неокрепшему льду с тяжелой техникой и вышли на противоположный берег, перерезали стратегически важную дорогу Хельсинки — Выборг и тем самым обеспечили овладение другими соединениями армии города Выборг. За боевые отличия в этой войне был награждён орденом Красного Знамени.
После окончания боевых действий майор Мощалков с апреля 1940 года командовал батальоном на курсах по военной подготовке и переподготовке руководящих работников партийных комитетов.
Член ВКП(б) с 1940 года.

### Великая Отечественная война
С началом войны в июле 1941 года зачислен в распоряжение ГУК НКО с прикомандированием к курсам «Выстрел», затем назначен исполнять должность офицера для поручений при начальнике штаба Западного направления генерал-лейтенанте Г. К. Маландине. С августа 1941 года подполковник Мощалков был старшим помощником начальника оперативного отдела штаба Резервного фронта в городе Гжатск.
В ходе Вяземской оборонительной операции 10 октября 1941 года, выполняя задание начальника штаба фронта генерал-майора А. Ф. Анисова в 29-й стрелковой дивизии 24-й армии, попал в окружение под Вязьмой и находился на оккупированной территории в различных районах Смоленской, Орловской и Московской областей. 20 января 1942 года вышел к своим с группой из 7 человек и направлен на пересыльный пункт в Москву. Оттуда в феврале переведен в спецлагерь НКВД на ст. Абинская Краснодарского края. Там прошел спецпроверку и в апреле зачислен в резерв при 43-й армии. 7 мая 1942 года арестован особым отделом армии и обвинен в дезертирстве. Приговором Военного трибунала Западного фронта от 16 июля 1942 года осужден по ст. 193-7 п. «д» УК РСФСР на восемь лет ИТЛ без поражения в правах и отправкой на фронт.
После осуждения зачислен в распоряжение Военного совета Западного фронта, а в августе 1942 года назначен заместителем командира 1185-го стрелкового полка 356-й стрелковой дивизии, которая в составе 61-й армии вела оборонительные бои в районах Мценска и Белёва. В сентябре 1942 года вступил в командование 1183-м стрелковым полком этой же дивизии. Здесь он проявил себя с самой лучшей стороны. Лишь по ходатайству Г. К. Жукова и К. К. Рокоссовского, которые хорошо знали и ценили Павла Ивановича по службе в Сибири и на Дальнем Востоке, дело было прекращено. Определением Военной коллегии Верховного суда СССР от 8 декабря 1942 года приговор был отменен. В марте 1943 года он назначен заместителем командира 356-й стрелковой дивизии, а с 18 июня переведен на должность начальника штаба дивизии. До июня она в составе 61-й армии Западного, а с марта 1943 года — Брянского фронтов занимала оборону на рубеже Старые Дольцы, Михайловский, прикрывая направление на город Белёв и обеспечивая стык между 61-й и 3-й армиями, затем приняла участие в Курской битве, Орловской наступательной операции.

П. И. Мощалков 1943 год

В конце июля 1943 года полковник Мощалков назначен командиром 415-й стрелковой дивизии, которую называли «болотная», и воевал с ней до конца войны. Её части успешно действовали в Черниговско-Припятской наступательной операции и битве за Днепр.
После успешного завершения операции по форсированию Днепра комдив и 12 бойцов 415-й дивизии были представлены к званию Героя Советского Союза. Но награда обошла боевого командира.
С 25 октября она была включена в 13-ю армию 1-го Украинского фронта и участвовала в Киевских наступательной и оборонительной операциях (на правом фланге фронта). Со 2 января 1944 года дивизия вновь вошла в подчинение 61-й армии и принимала участие в Калинковичско-Мозырской наступательной операции. За освобождение города Мозырь ей было присвоено наименование «Мозырская» (15.1.1944). Летом её части успешно действовали в Белорусской, Люблин-Брестской наступательных операциях, в боях при освобождении городов Пинск и Брест. За освобождение города Пинск она была награждена орденом Красного Знамени (23.7.1944). А комдив Мощалков был награждён орденом Суворова — «За умелое, искусное управление боем», как говорилось в наградном листе. И по воспоминаниям сослуживцев: «Если бы не его смелость и решительность, то весь 1321-й полк был бы потоплен, так как на берегу Припяти уже стояли немецкие „фердинанды“».
С 30 июля по 13 сентября дивизия находилась в резерве Ставки ВГК, затем в составе 61-й армии 3-го и 1-го Прибалтийских фронтов принимала участие в Прибалтийской и Рижской наступательных операциях. В конце декабря 1944 года она в составе армии была передислоцирована на 1-й Белорусский фронт и участвовала в Висло-Одерской, Варшавско-Познанской, Восточно-Померанской и Берлинской наступательных операциях (севернее Берлина). 3 мая 1945 года её части форсировали реку Хафель и вышли к реке Эльба, где встретились с американскими войсками. За овладение городами Штаргард, Наугард, Польцин Указом ПВС СССР от 26.4.1945 дивизия была награждена орденом Суворова 2-й ст.
После взятия Берлина, маршал Г. К. Жуков по телефону поздравил П. Мощалкова с присвоением звания генерала и даже прислал ему погоны. Но генеральского звания полковник так и не получил, в те времена существовал «закрытый приказ», согласно которому тем, кто вышел из окружения, не принято было давать высоких званий и генеральских погон.

### После войны
С июля 1945 года, после расформирования дивизии, состоял в распоряжении Военного совета ГСОВГ, затем в августе назначен начальником отдела по делам репатриации 2-й танковой армии. С февраля 1946 года командовал 60-й стрелковой Севско-Варшавской Краснознаменной ордена Суворова дивизией, переведенной затем в Горьковский ВО. В мае переформировал её в 6-ю отдельную стрелковую бригаду, а в августе переведен на должность заместителя командира 34-й отдельной стрелковой Выборгской бригады в городе Шуя Ивановской области. В мае — августе 1951 года состоял в распоряжении командующего войсками Горьковского ВО, затем назначен преподавателем общевойсковых дисциплин военной кафедры Костромского сельскохозяйственного института. 20 июня 1953 года полковник Мощалков уволен в запас.

## Награды

### СССР
- два ордена Ленина (31.05.1945[7]-за захват н.п. Бах-Фрейенвальде и взятие в плен 19 барж с грузом и 4 бронекатеров, 06.11.1945[8])
- четыре ордена Красного Знамени (1940, 12.02.1943[9], 03.11.1944[8]-за выслугу лет, 1950[8])
- три ордена Суворова II степени (23.07.1944[10]-за овладение городом Мозырь, 23.08.1944[11]-за овладение городом Пинск, 06.04.1945[12]- за захват городов Сохачев и Шлоппе, также за спасение 24 танквой 9-й гвардейской танковой бригады)
- орден Александра Невского (01.09.1943[13]-за взятие города Болхов)
- орден Отечественной войны I степени (05.03.1943[14]-за прорыв обороны в районе дер. Кукевко-Сивково и захват в плен 3 орудий,85 пулеметов, 100 винтовок, 1000 солдат и офицеров противника, 600 убитых)
  - Медали СССР в т.ч:
  - «XX лет Рабоче-Крестьянской Красной Армии»(1938)
  - «За Победу над Германией в Великой Отечественной войне 1941—1945 гг.»
  - «За взятие Берлина»
  - «За освобождение Варшавы»
  - «Ветеран Вооружённых Сил СССР»

Приказы (благодарности) Верховного Главнокомандующего, в которых отмечен П. И. Мощалков
- За овладение штурмом областным центром Советской Белоруссии городом Пинск — важным опорным пунктом обороны немцев на брестском направлении. 14 июля 1944 года. № 137.
- За овладение областным центром Белоруссии городом и крепостью Брест (Брест-Литовск) — оперативно важным железнодорожным узлом и мощным укрепленным районом обороны немцев на варшавском направлении. 28 июля 1944 года. № 157.
- За вторжение в пределы немецкой Померании и овладение городами Шенланке, Лукатц-Крейц, Вольденберг и Дризен — важными узлами коммуникаций и мощными опорными пунктами обороны немцев. 29 января 1945 года. № 265.
- За овладение городами Штаргард, Наугард, Польцин — важными узлами коммуникаций и мощными опорными пунктами обороны немцев на штеттинском направлении. 5 марта 1945 года. № 290.
- За овладение штурмом городами Голлнов, Штепенитц и Массов — важными опорными пунктами обороны немцев на подступах к Штеттину. 7 марта 1945 года. № 295.
- За овладение городом Альтдамм и ликвидацию сильно укрепленного плацдарма немцев на правом берегу реки Одер восточнее Штеттина. 20 марта 1945 года. № 304.

Других государств
- Крест Храбрых (ПНР) (1945)
- Медаль «За Одру, Нису и Балтику» (ПНР) (1945)
- Медаль «За Варшаву 1939—1945» (ПНР) (1945)

## Память
- Конзавод им. комдива П. И. Мощалкова